# FC Veris Chișinău
FC Veris Chișinău foi uma equipe moldávio de futebol com sede em Chișinău. Disputava a primeira divisão da Moldávia (Divizia Naţională).
Seus jogos foram mandados no Stadionul Sîngerei, que possui capacidade para 1.500 espectadores.

## História
O FC Veris Chișinău foi fundado em 26 de Maio de 2011.